# District de Verdun
Le district de Verdun est une ancienne division territoriale française du département de la Meuse de 1790 à 1795.
Il était composé des cantons de Verdun, Beauzée, Charny, Chatillon, Danvillers, Dieue, Dugny, Fresne, Orne, Sivry sur Meuse, Souilly et Tilly.